# 將臨期
將臨期、降臨期、待降節（英語：Advent）是多個基督教派系的重要節期，是为了慶祝耶穌聖誕的準備期與等待期，亦可算是教會的新年。在將臨期间，基督徒要追忆主第一次来临、出生在伯利恒的情形，也要期待主再临、重返耶路撒冷。

## 日期
將臨期開始於聖誕節前第四個主日，通常是最接近11月30日之主日。將臨期約持續四個星期，結束於12月24日。在天主教拉丁禮教會中，將臨期由11月30日或最接近該日的主日第一晚禱開始，直到聖誕節第一晚禱前結束。

## 外部連結
- 天主教年曆 （页面存档备份，存于）
- 基督教的節慶來由 （页面存档备份，存于）